# Élie-J. Auclair
Pour les articles homonymes, voir Auclair.
Élie-J. Auclair (1er juillet 1866 à Montréal - 7 juin 1946 à Montréal) est un historien, un théologien, un professeur et un homme d'Église québécois. Auteur des Figures canadiennes, il est une source importante d'informations sur les personnages politiques et culturels canadiens de la fin du XIXe siècle. Son nom s'écrit parfois Élie-Joseph Auclair ou Élie-Joseph-Arthur Auclair.

## Biographie
Né à Montréal le 1er juillet 1866, il grandit à Saint-Vincent-de-Paul, où il est instruit chez les clercs de Saint-Viateur, au collège de Montréal et au séminaire de Sainte-Thérèse. 
Ayant reçu son ordination sacerdotale en 1891, il poursuit sa formation à Rome, écrivant son doctorat et complétant ses études à l'Institut catholique de Paris, à l'École des Carmes et à la Sorbonne.
En 1905, il revient à Montréal et rédige des articles pour plusieurs revues. Il porte son ministère à la basilique-cathédrale Saint-Jacques de Montréal, après avoir enseigné au séminaire de Sherbrooke de 1901 à 1905. 
Son vif intérêt pour l'histoire religieuse du Canada se manifeste dans ses nombreuses publications sur le sujet. À partir de 1922, il vit en retraite à Saint-Polycarpe, où il composa de nombreuses œuvres historiques, avant de mourir à Montréal le 7 juin 1946.

## Ouvrages publiés
- La Foi dans ses rapports avec la raison, 1898
- Le Mariage clandestin devant la loi du pays, 1901
- Vie de mère Caron, l'une des sept fondatrices et la deuxième supérieure des sœurs de la Charité de la Providence, 1808-1888 ; 1908
- Les Fêtes de l'Hôtel-Dieu, 1909
- Histoire de Saint-Jacques d'Embrun, 1910
- Pages choisies, 1917
- Courte notice sur la vie et les œuvres de Louis-Joseph-Amédée Derome, fondateur de l'Adoration nocturne au Canada, 1922
- Pau, Fayolle, Foch au Canada, Montreal, Librarie Beauchamin, 1922 (OCLC 317295480)
- Mère Catherine-Aurélie, 1923
- Saint-Jean-Baptiste de Montréal, 1924
- Verdun de Montréal, 1925
- Histoire de la paroisse N.-D.-des-Sept-Douleurs de Verdun de Montréal, depuis sa fondation par Monseigneur J.-A. Richard jusqu'à ses noces d'argent, 1899-1924, 1925
- Lettres et écrits de Mère Catherine-Aurélie, 1925
- Histoire de la paroisse de Saint-Joseph-de-Soulanges ou Les Cèdres (1702-1927), 1927
- Histoire des sœurs de miséricorde de Montréal : les premiers soixante-quinze ans, de 1848 à 1923
- Les Noces d'or de la paroisse Saint-Jean-Baptiste de Montréal, les 28, 29 et 30 juin 1924 ; 1924
- Histoire de Mgr John Forbes, 1929
- Le curé Labelle : sa vie et son œuvre : ce qu'il était devant ses contemporains, ce qu'il est devant la postérité, 1930
- Les De Jordy de Cabanac : histoire d'une ancienne famille noble du Canada, 1930
- Gravelbourg, 1931
- Figures canadiennes, 1933
- Saint-Jérôme de Terrebonne, 1934
- Histoire de Châteauguay, 1935
- Précis historique de la paroisse Saint-Édouard de Montréal, 1944
- Prêtres et religieux du Canada, 1946
- Sainte-Rose de Laval, 1740-1940

## Revues et journaux
- L'Ami de l'Orphelin
- Les Annales de Saint-Gérard
- Le Canada Français
- Le Messager de Saint-Michel
- Revue canadienne
- Semaine religieuse de Montréal

## Organisations
- Congrès du parler français de Québec
- Congrès eucharistique de Montréal

## Honneurs
- Membre de la société royale du Canada